# Pod Minoga
O Pod Minoga foi um grupo experimental brasileiro de teatro, com atuação em São Paulo durante os anos 70.   Dirigido por Naum Alves de Souza, seus principais integrantes foram Carlos Moreno, Mira Haar, Flávio de Souza e o escritor Dionisio Jacob.
O grupo se caracterizava por uma linguagem de humor nonsense, com forte senso plástico, pois seus integrantes vinham todos da área de Artes Plásticas e Arquitetura.
Os espetáculos eram realizados num galpão, uma antiga funilaria, na rua Oscar Freire, com lugar para apenas cinquenta pessoas. Com o tempo e com o sucesso das apresentações, as montagens passaram a ser feitas em teatros maiores.

## Peças
- Miscelânea (1972)
- São Clemente (1973)
- Violeta Allegro (1974)
- Cenas da última noite (1975)
- Folias Bíblicas (1977)
- Salada Paulista (1978)
- Às margens plácidas (1980)